# Adare
Adare (irl. Áth Dara) – wieś w Irlandii w hrabstwie Limerick, położona 12 km na południowy zachód od Limerick.

## Zabytki
- Adare Manor posiadłość zbudowana w XVIII wieku, w XIX wieku rozbudowano ją w stylu neogotyckim.
- zabytkowa zabudowa wiejska